# Жозе Даян
Жозе́ Дая́н (фр. Josée Dagnant; нар. 6 жовтня 1943, Тулуза, Франція) — французька акторка, кінорежисерка, сценаристка та кінопродюсерка.

## Біографія
Жозе Даян народилася 6 жовтня 1943 року в Тулузі, у Франції. Її дитинство пройшло в Алжирі. Батько був режисером на телебаченні, бабуся була власницею кінотеатру. Вибравши професію режисерки, Жозе Даян почала ставити п'єси й телесеріали. Часто співпрацює з телекомпанією TF1. Поставила серіали «Шевальє де Пардайян» (1988), «Річка надії» (1995).
Жозе Даян здобула популярність своїми адаптаціями класичної французької літератури на телебаченні: «Граф Монте-Крісто» (1998), «Знедолені» (2000), «Небезпечні зв'язки» (2003), «Про́кляті королі» (2005), та ін. Поставила історичні драми «Бальзак» (1999), «Міледі» (2004), «Графиня ді Кастільйоне» (2006), «Марі-Октябрь» (2008), «Замок у Швеції» (2008), «Распутін» (2011), та ін.
Двоє улюблених акторів, яких режисерка часто знімає у своїх фільмах, — це Жанна Моро, з якою вони дружать упродовж багатьох років, і Жерар Депардьє. У фільмах Даян знімалися також такі відомі актори французького та світового кіно, як Даніель Дар'є, Фанні Ардан, Катрін Денев, Аріель Домбаль, Вірна Лізі, Орнелла Муті, Жан Рошфор, П'єр Ардіті, Клод Ріш, Жак Вебер, Серджо Рубіні, Чеки Каріо, Джон Малкович, Руперт Еверетт, Настасія Кінські, Наталі Бей, Шарлотта Ремплінг, Володимир Машков, та багато інших.
Даян зняла кілька повнометражних кінофільмів: «Повна праска» (1990), «Гарячий шоколад» (1992) та ін.
Як режисерка зробила записи таких театральних постановок, як «Одруження Фігаро» (1980), «Колишня дружина в моєму житті» (1989), опера «Аттіла» (2001) на музику Дж. Верді.
Даян ніколи не приховувала своєї гомосексуальності, вільно спілкуючись на цю тему з журналістами.

## Фільмографія
Режисерка, сценаристка, продюсерка
| Рік       |     | Назва українською              | Оригінальна назва                | Режисерка | Сценаристка | Продюсерка |
| --------- | --- | ------------------------------ | -------------------------------- | --------- | ----------- | ---------- |
| 1974      |     | Піано Форте                    | Piano Forte                      | Так       |             |            |
| 1977      |     | Корабельна аварія Монте-Крісто | Le naufrage de Monte-Cristo      |           | Так         |            |
| 1979      |     | Симона де Бовуар               | Simone de Beauvoir               | Так       |             |            |
| 1982      |     | Повернення Елізабет Вольф      | Le retour d'Elisabeth Wolff      | Так       | Так         |            |
| 1988      |     | Шевальє де Пардайян            | Le chevalier de Pardaillan       | Так       |             |            |
| 1988      |     | Холодний піт                   | Sueurs froides                   | Так       |             |            |
| 1989      |     | Комісар Наварро                | Navarro                          | Так       |             |            |
| 1989      |     | Танок скорпіона                | La danse du scorpion             | Так       |             |            |
| 1990      |     | Повне залізо                   | Plein fer                        | Так       |             |            |
| 1992      |     | Жулі Леско                     | Julie Lescaut                    | Так       |             |            |
| 1992      |     | Джо і Мілу                     | Jo et Milou                      | Так       |             |            |
| 1992      |     | Гарячий шоколад                | Amour et chocolat                | Так       |             |            |
| 1993      |     | Вино, яке вбиває               | Le vin que tue                   | Так       |             |            |
| 1995      |     | Дитина в спадок                | L'enfant en héritage             | Так       |             |            |
| 1995      |     | Річка надії                    | La rivière Espérance             | Так       |             |            |
| 1995      |     | М'ясо з морквою                | Les boeuf-carottes               | Так       |             |            |
| 1996      |     | Узи серця                      | Les liens du Coeur               | Так       |             |            |
| 1997      |     | Спадкоємці                     | Les héritiers                    | Так       |             |            |
| 1998      | т/с | Граф Монте-Крісто              | Le comte de Monte Cristo         | Так       |             |            |
| 1999      |     | Бальзак                        | Balzac                           | Так       |             |            |
| 2000      | т/с | Знедолені                      | Les misérables                   | Так       |             |            |
| 2001      |     | Зайде, маленька помста         | Zaïde, un petit air de vengeance | Так       |             |            |
| 2001      |     | Таке кохання                   | Cet amour-là                     | Так       | Так         |            |
| 2003      |     | Небезпечні зв'язки             | Les liaisons dangereuses         | Так       |             |            |
| 2003      |     | Важкі батьки                   | Les parents terribles            | Так       |             | Так        |
| 2004      |     | Міледі                         | Milady                           | Так       |             | Так        |
| 2007      | т/с | Колекція Фреда Варгаса         | Collection Fred Vargas           |           |             | Так        |
| 2005      | т/с | Прокляті королі                | Les rois maudits                 | Так       |             |            |
| 2006      |     | Графиня ді Кастільйоне         | La contessa di Castiglione       | Так       | Так         |            |
| 2008      |     | Гра Нептуна                    | Sous les vents de Neptune        | Так       |             |            |
| 2008      |     | Замок у Швеції                 | Château en Suède                 | Так       |             |            |
| 2008      |     | Марі-Октябрь                   | Marie-Octobre                    | Так       |             |            |
| 2009      |     | Людина з синіми колами         | L'homme aux cercles bleus        | Так       |             | Так        |
| 2009      |     | Приємне безумство              | Folie douce                      | Так       |             | Так        |
| 2010      |     | Ні поміняти, ні пустити наново | Ni reprise, ni échangée          | Так       |             | Так        |
| 2011      |     | Прощальний букет               | Bouquet final                    | Так       |             | Так        |
| 2011      |     | Невдала зустріч                | La mauvaise rencontre            | Так       |             |            |
| 2011      |     | Распутін                       | Raspoutine                       | Так       |             | Так        |
| 2012      |     | Наше возз'єднання              | Nos retrouvailles                | Так       |             |            |
| 2012      |     | Самотність влади               | La Solitude du pouvoir           | Так       |             |            |
| 2013      |     | Клан Ланзак                    | Le clan des Lanzac               | Так       |             |            |
| 2015-2017 | т/с | Капітан Марло                  | Capitaine Marleau                | Так       |             | Так        |

Акторка
| Рік  | Назва українською | Оригінальна назва    | Роль   |
| ---- | ----------------- | -------------------- | ------ |
| 1995 | Річка надії       | La rivière Espérance | Марін  |
| 2005 | На фіга           | Akoibon              | Жаклін |
| 2006 | Новий шанс        | Nouvelle chance      | епізод |

### Театр
Режисерка
- 1980 — Одруження Фігаро
- 1989 — Колишня дружина в моєму житті[fr] / L'Ex-femme de ma vie
- 2001 — Аттіла (опера Дж. Верді)

## Визнання
| Рік                         | Категорія                                        | Фільм             | Результат |
| --------------------------- | ------------------------------------------------ | ----------------- | --------- |
| 7 d'Or Night                |                                                  |                   |           |
| 1999                        | Голос аудиторії: Найкращий фільм для телебачення | Граф Монте-Крісто | Перемога  |
| Премія «Кришталевий глобус» |                                                  |                   |           |
| 2006                        | Найкращий телевізійний фільм або телесеріал      | Прокляті королі   | Номінація |